# Кузнеці (Новотор'яльський район)
Кузнеці́ (рос. Кузнецы, марій. Кузнеч) — присілок у складі Новотор'яльського району Марій Ел, Росія. Входить до складу Чуксолинського сільського поселення.

## Населення
Населення — 327 осіб (2010; 381 у 2002).
Національний склад (станом на 2002 рік):
- марійці — 42 %
- лучні марійці — 32 %